# Erechtia transiens
Erechtia transiens är en insektsart som beskrevs av Fowler. Erechtia transiens ingår i släktet Erechtia och familjen hornstritar. Inga underarter finns listade i Catalogue of Life.